# Andreas Lundstedt
Björn Helge Andreas Lundstedt (Uppsala, 20 maggio 1972) è un cantante svedese, conosciuto come membro del gruppo dance pop Alcazar.

## Biografia
Nato ad Uppsala, da ragazzo ha fatto parte del gruppo Stage Four insieme ad altri cantanti diventati anch'essi famosi in Svezia, ossia Peter Jöback, Lisa Nilsson e Lizette Pålsson. Nel 1998 ha fondato il gruppo Alcazar insieme a Tess Merkel e Annika Kjærgaard. Il gruppo ha avuto successo in tutta Europa a partire dalla pubblicazione del singolo Crying at the Discoteque. Da solista ha pubblicato un album e quattro singoli nel periodo 1996-1997 e altri singoli nel 2006 e nel 2012. Ha partecipato all'Eurovision Song Contest 2006 come membro del gruppo six4one, rappresentante della Svizzera.

## Vita privata
È apertamente gay ed è stato legato a Magnus Carlsson, anch'egli membro degli Alcazar dal 2002 al 2005. Nel 2007 viene annunciata la notizia della sua sieropositività.

## Discografia solista
- 1996 - Andreas Lundstedt (album)